# 川口均
川口 均（かわぐち ひとし、1953年8月23日 - ）は日本の自動車実業家。フランス日産自動車社長や、日産フィナンシャルサービス社長、日産自動車副社長・最高サステナビリティ責任者、三菱自動車取締役、横浜商工会議所副会頭等を歴任した。

## 来歴・人物
福岡県生まれ。1976年一橋大学経済学部卒業、日産自動車入社。商品企画室主坦等を経て、1998年フランス日産自動車社長。2001年欧州日産会社上級副社長。2004年CEOオフィス主管、日産フィナンシャルサービス社長。2005年常務執行役員。2009年横浜商工会議所副会頭。2014年専務執行役員。
2016年に三菱自動車取締役に就くとともに、カルロス・ゴーン会長の要請をうけ、新設の日産自動車CSO (チーフサステナビリティオフィサー）も兼務した。2018年にはカルロス・ゴーン会長の逮捕を受け、菅義偉内閣官房長官と面会し、謝罪及び日仏関係の維持のための協力要請を行った。2019年日産自動車執行役副社長。同年退任、日産自動車特別顧問。
この間、日本自動車教育振興財団副理事長、日本自動車工業会理事、日本自動車会議所評議員、経済産業省産業構造審議会2020未来開拓部会委員、厚生労働省労働政策審議会職業安定分科会委員、横浜市環境保全協議会会長等も歴任した。
渉外・広報という立場から多くのメディアに匿名の関係者として情報を提供する人物であり提灯記事を書かせる人物として業界担当メディアの間では広く知られる。2020年にはレバノンで行われたカルロス・ゴーンの記者会見で名指しで批判されたが、目黒区内で取材を受け「尊敬する上司だったが、問題を糾弾したことに後悔はない」と話した。